# Sascha Urweider
Sascha Urweider (né le 18 septembre 1980) est un coureur cycliste suisse. Professionnel en 2005 et 2006, il est suspendu et met fin à sa carrière à la suite d'un contrôle antidopage positif à la testostérone.

## Biographie
Vainqueur d'étape du Tour de la Vallée d'Aoste en 2003, d'Annemasse-Bellegarde et retour en 2004 et deuxième du championnat de Suisse sur route cette année-là, Sascha Urweider est stagiaire dans l'équipe professionnelle suisse Phonak à la fin de ces deux saisons, puis y devient coureur professionnel en 2005. Il dispute avec elle le Tour d'Italie, qu'il termine à la 139e place.
En février 2006, il subit un contrôle antidopage positif à la testostérone. Il explique ce résultat par la contamination de compléments alimentaires. Alors qu'il a entre-temps annoncé la fin de sa carrière, Swiss Olympic suspend Sascha Urweider pour deux ans.

## Palmarès
- 2002
  - Grand Prix de Wittenheim
- 2003
  - 4e étape du Tour de la Vallée d'Aoste
- 2004
  - Annemasse-Bellegarde et retour
  - Rund um die Rigi
  - 2e du championnat de Suisse sur route
  - 3e du Tour du lac Majeur
  - 3e du Tour de Berne

## Résultats sur les grands tours

### Tour d'Italie
1 participation
- 2005 : 139e